# Badhuistheater

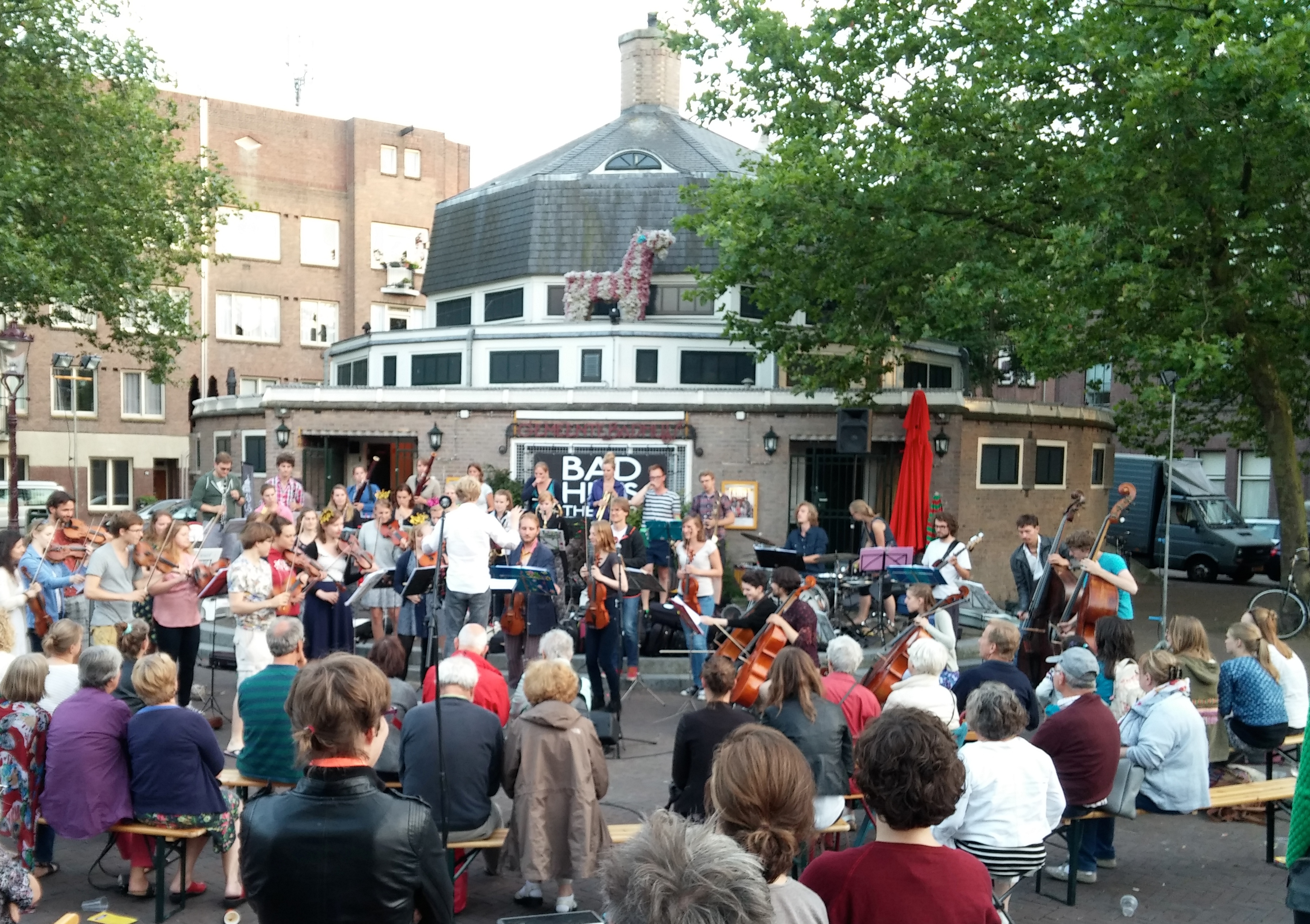
Openluchtconcert voor het Badhuistheater

Het Badhuistheater is een theaterzaal en culturele ontmoetingsplaats in Amsterdam, gevestigd in een voormalig badhuis aan het Boerhaaveplein 28, dat oorspronkelijk werd gebouwd in 1913 als een publieke badinrichting. Het theater is een belangrijke locatie voor zowel lokale bewoners als internationale theaterproducties. Het wordt gerund door de Britse acteur en schrijver Michael Manicardi, die het verwaarloosde badhuis rond 1985 verwierf en omtoverde tot een theater.
Het gebouw, ontworpen door de beroemde architect Arend Jan Westerman, heeft een opvallende cirkelvormige structuur rondom een centraal geplaatste schoorsteen, en is een voorbeeld van de kenmerkende Amsterdamse School-architectuur. Het werd in 1913 geopend als het eerste vrijstaande gemeenschapssanitair gebouw in Amsterdam. In 2009 werd het erkend als een rijksmonument.

### Geschiedenis en Oprichting
In 1985, vestigde de theatergroep De Mobiele Bochel Eenheid zich in het verwaarloosde badhuis. De theaterwerkplaats, onder leiding van Michael Manicardi, werd omgebouwd tot het Badhuistheater, dat al snel uitgroeide tot een plek voor lokaal en internationaal theater. De naam "Badhuistheater" is ontleend aan het gebouw zelf, dat oorspronkelijk als een badhuis diende.

### Programma en Theatergezelschap
Sinds 2005 heeft het Badhuistheater zijn eigen theatergezelschap: Badhuis International. Dit gezelschap brengt op regelmatige basis nieuwe voorstellingen naar het theater, en neemt deze ook mee naar internationale festivals en andere locaties. Onder hun bekendste producties bevinden zich The Dublin Trilogy van Sean O'Casey (met de stukken The Shadow of a Gunman, Juno and the Paycock en The Plough and the Stars), alsmede 'Allo 'Allo! en Blackadder Goes Forth, beide adaptaties van beroemde Britse tv-series.
Andere opmerkelijke producties zijn The Playgirl of the Western World, een bewerking van J.M. Synge's The Playboy of the Western World, en Bulgakov's Revenge, een toneelstuk gebaseerd op Mikhail Bulgakov's roman Black Snow.[9][10] Recentere voorstellingen omvatten ook More War, een straattheaterstuk ter gelegenheid van de bevrijding van Nederland, en een adaptatie van Brendan Behan's roman The Scarperer.

### Functie en Locatie
Het Badhuistheater heeft als doel een breed scala aan culturele evenementen te bieden, van amateur- en professionele theaterproducties tot musicals, spoken word, improvisatietheater, en Shakespeare-voorstellingen. Het theater heeft een capaciteit van tussen de 50 en 120 zitplaatsen, afhankelijk van de gekozen configuratie.
Daarnaast biedt het Badhuistheater ruimte voor muziekgroepen, discussieavonden en wordt het af en toe gebruikt als feestlocatie. Het theater speelt een belangrijke rol als een plek voor community art en ondersteunt zowel lokale als internationale groepen.
Het Badhuistheater is uitgegroeid tot een dynamisch cultureel centrum in Amsterdam, dat zowel voor lokale gemeenschappen als voor internationale artiesten een belangrijke rol speelt in het culturele landschap van de stad. De combinatie van historische architectuur en eigentijdse theaterproducties maakt het een unieke en gewaardeerde plek in de stad.